# Charles Demuth

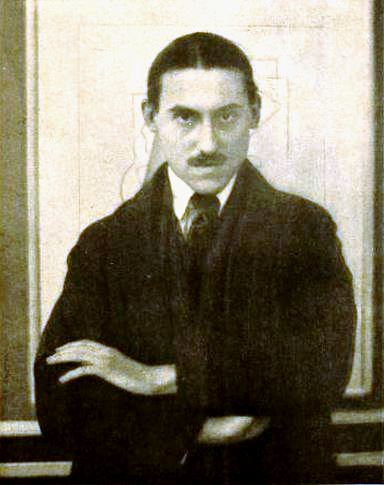
Alfred Stieglitz: Charles Demuth (1922)

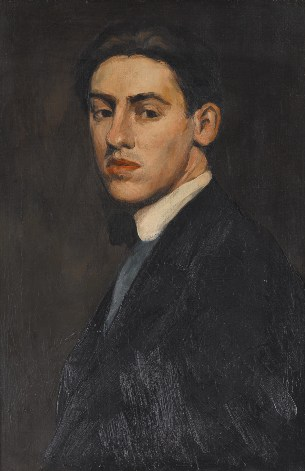
Charles Demuth: Selbstporträt (1907)

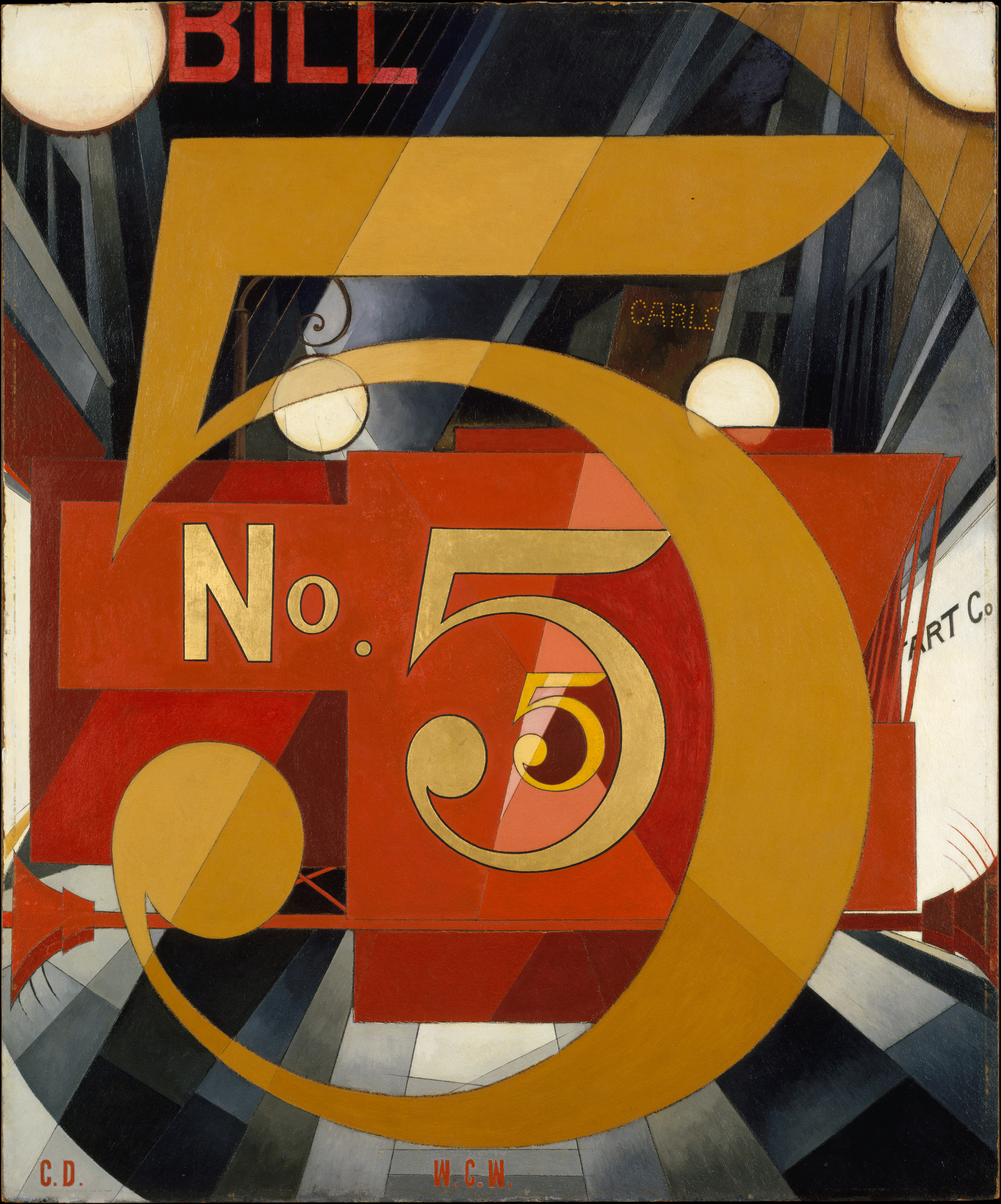
Charles Demuth: The Figure 5 in Gold (1928)

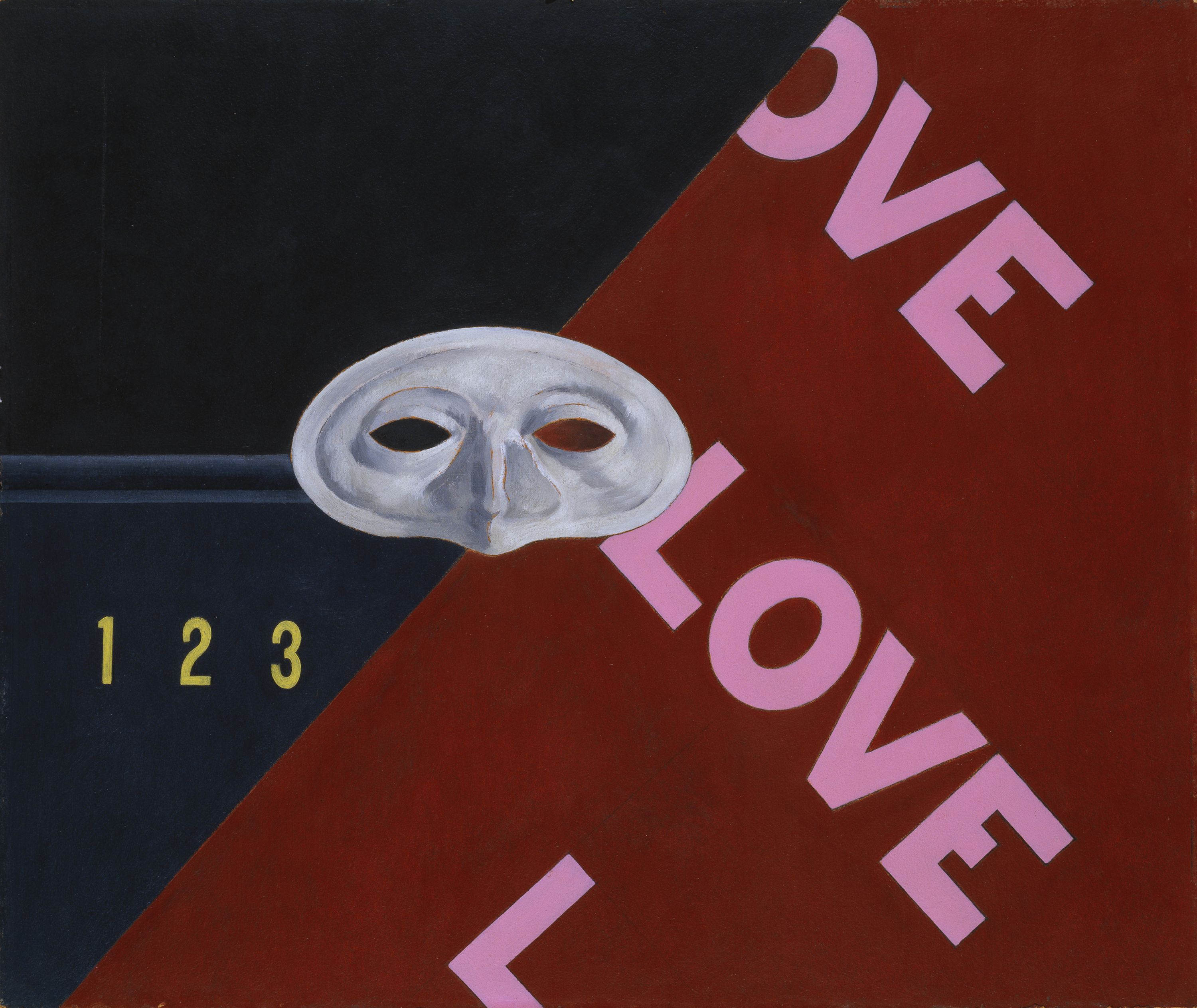
Love, Love, Love. Homage to Gertrude Stein (1928)

Charles Demuth (* 9. November 1883 in Lancaster, Pennsylvania; † 23. Oktober 1935 ebenda) war ein US-amerikanischer Maler. Er zählte zur amerikanischen Stilrichtung Präzisionismus.

## Leben
Demuth wurde in Lancaster (Pennsylvania) geboren, wo seine Eltern eine Tabakhandlung betrieben. Er studierte in Philadelphia an der Pennsylvania Academy of the Fine Arts. Während seines Studiums lernte er William Carlos Williams kennen, mit dem ihn eine lebenslange Freundschaft verband.
Später ging er nach Paris, wo er an der Académie Colarossi und der Académie Julian studierte und im Salon von Gertrude Stein verkehrte. In Paris traf er Marsden Hartley, der ihn an den Galeristen Alfred Stieglitz vermittelte. In dessen New Yorker Intimate Gallery hatte Demuth 1926 seine erste Einzelausstellung.
Demuth kam oft nach New York, wo er bekannte Schwulentreffpunkte wie das Badehaus Lafayette frequentierte, lebte jedoch hauptsächlich wieder in seinem Elternhaus in Lancaster. Demuth litt an einer Behinderung seiner Hüfte und an einem schweren Diabetes, an dessen Folgen er 1935 starb.

## Werk
Demuth schuf einige der bekanntesten Werke der amerikanischen Malerei des 20. Jahrhunderts. Sein berühmtestes Werk The Figure 5 in Gold (manchmal auch unter dem Titel I Saw the Figure 5 in Gold bekannt), war durch das Gedicht The Great Figure („Die große Ziffer“; 1921) seines Freundes William Carlos Williams inspiriert. Es ist eins von neun Poster-Porträts, die Demuth zu Ehren seiner künstlerischen Freunde schuf. Dazu gehörten die Malerin Georgia O’Keeffe, die Maler Arthur Dove, Charles Stafford Duncan, Marsden Hartley, John Marin, sowie die Autoren Gertrude Stein, Eugene O’Neill, Wallace Stevens und Williams.
In weiteren Werken wie My Egypt ließ Demuth die Industriearchitektur der Silos seiner Provinz-Heimat zu Ikonen der amerikanischen Moderne werden. Zu Lebzeiten Demuths völlig unbekannt waren seine explizit erotischen Aquarelle, welche nur sein New Yorker Bekanntenkreis zu sehen bekam.

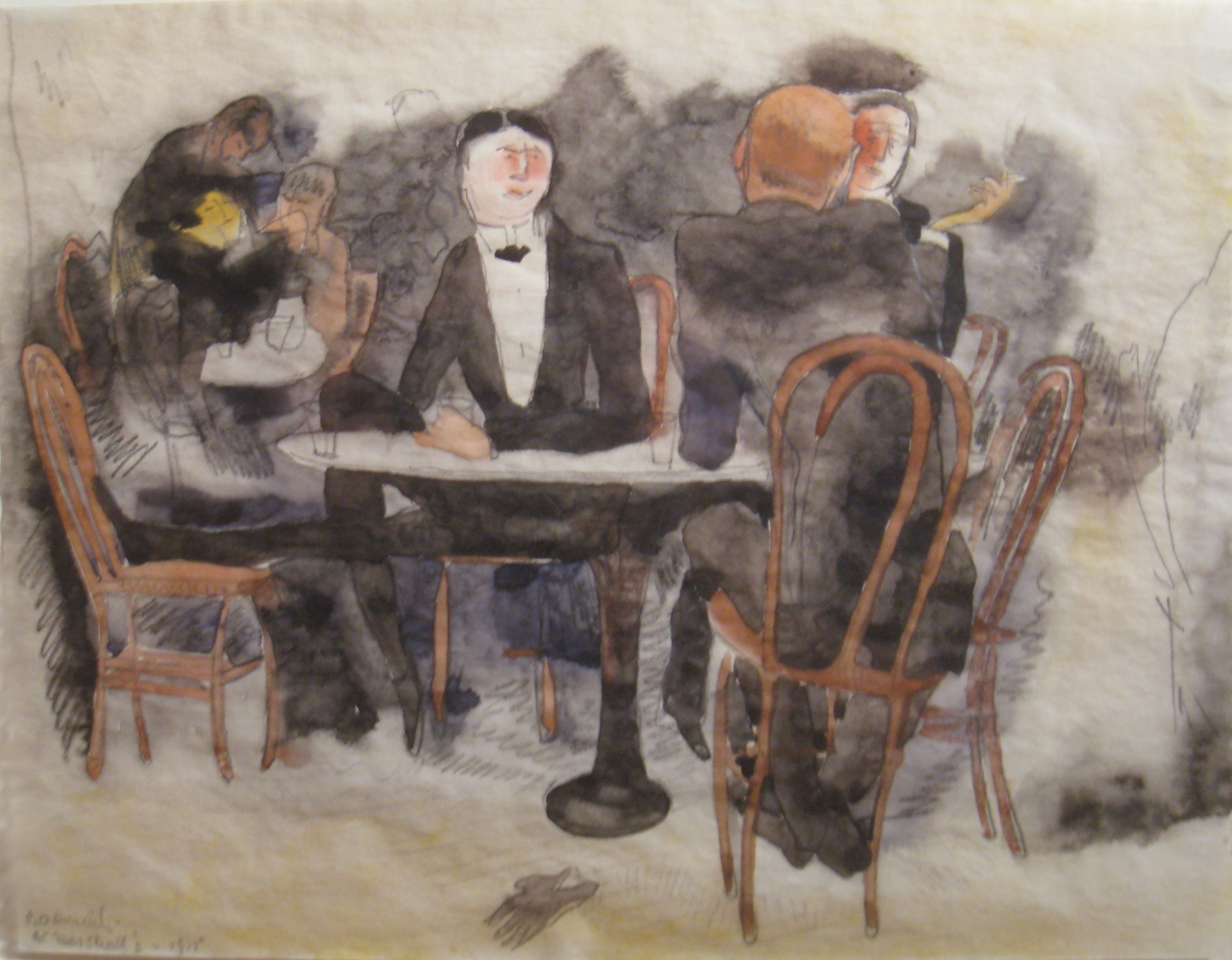
At Marshall’s, (1915). Abgebildet sind Marcel Duchamp, Edward Fisk und Marsden Hartley.
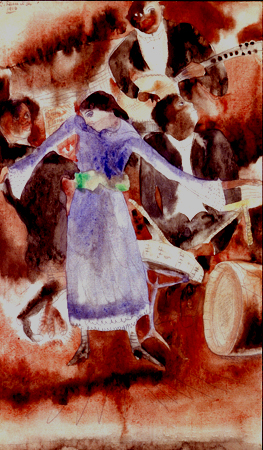
The Jazz Singer (1916)
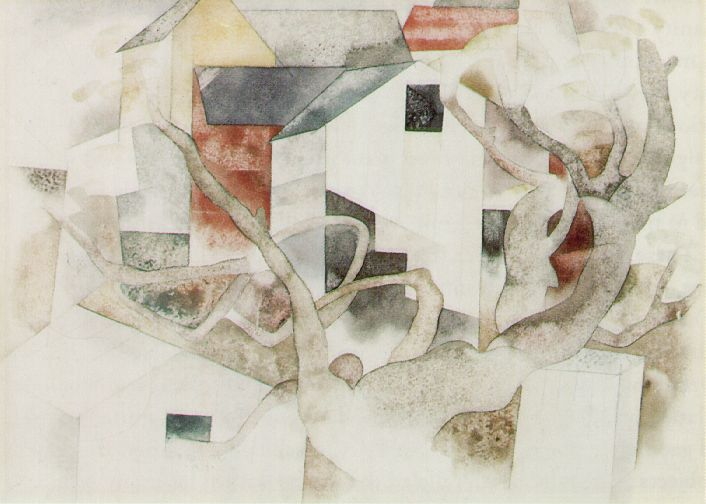
Trees and Barns Bermuda (1917)
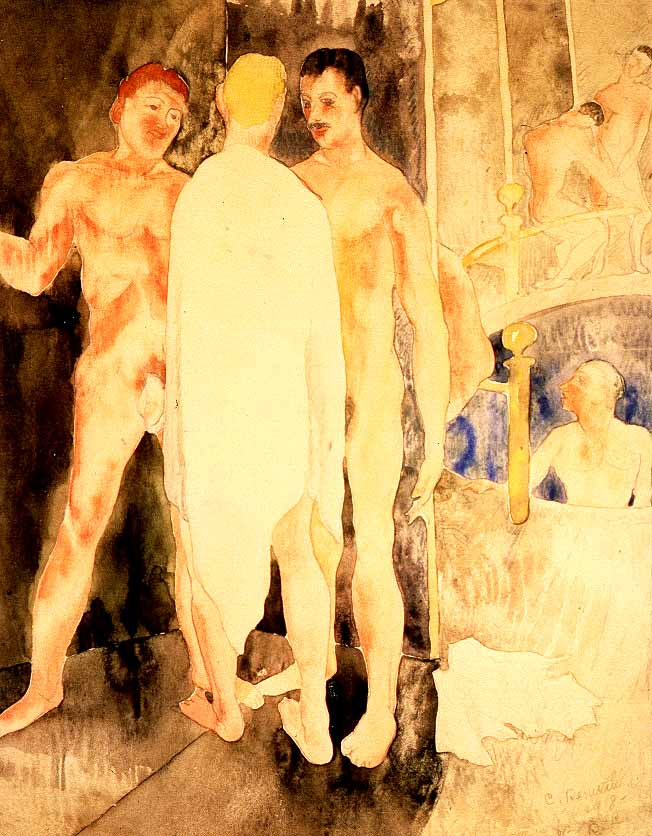
Turkish Bath with Self Portrait (1918)
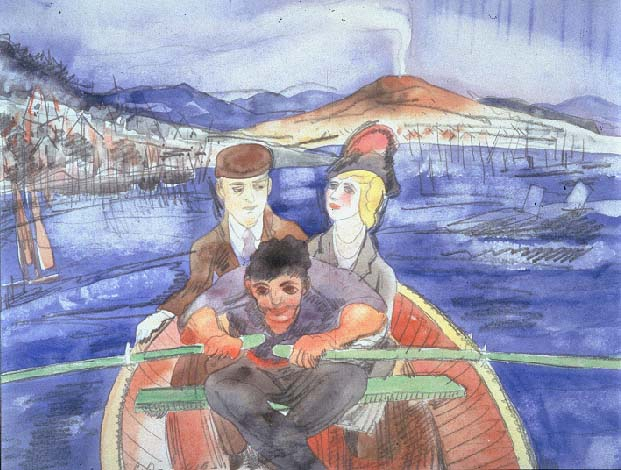
The Boat Ride from Sorrento (1919)
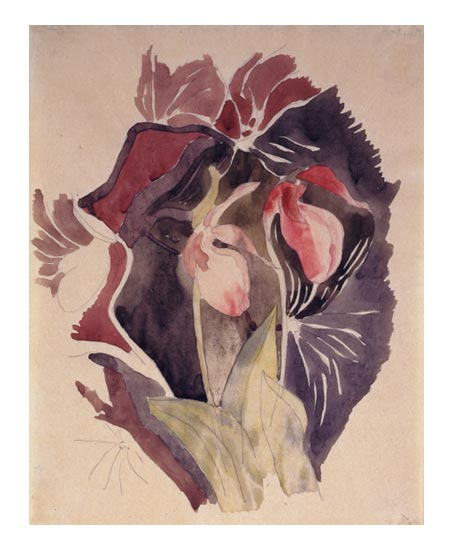
Wild Orchids (1920)
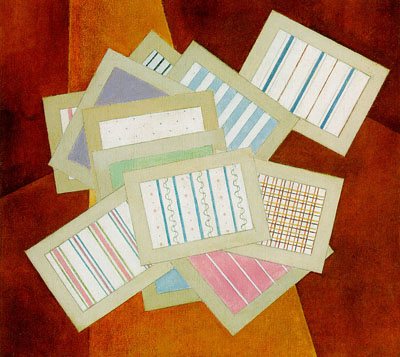
Spring (1921)
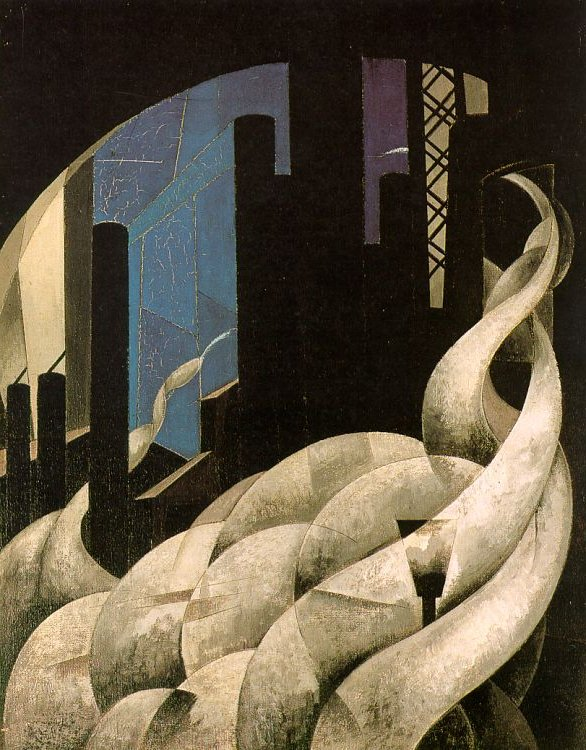
Incense of a New Church (1921)
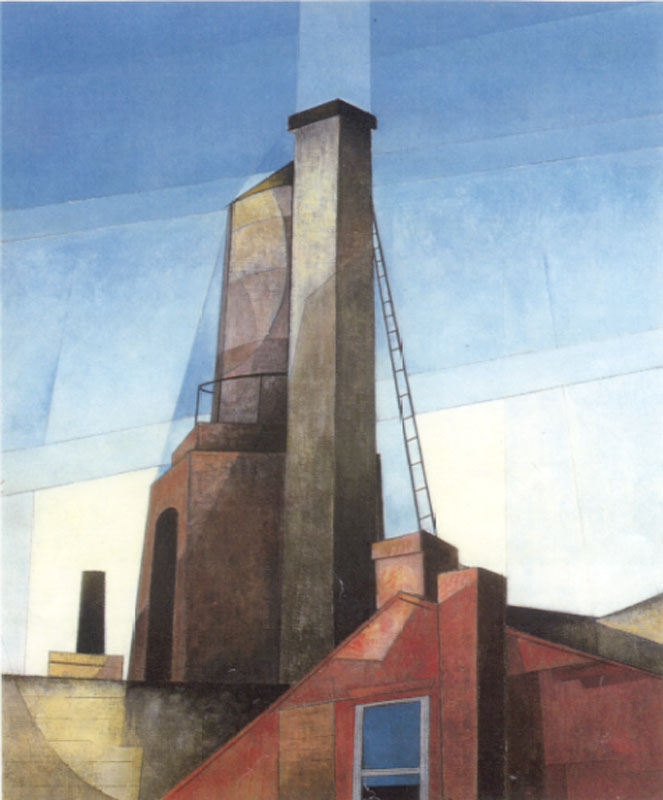
Aucassiu and Nicolette (1921)
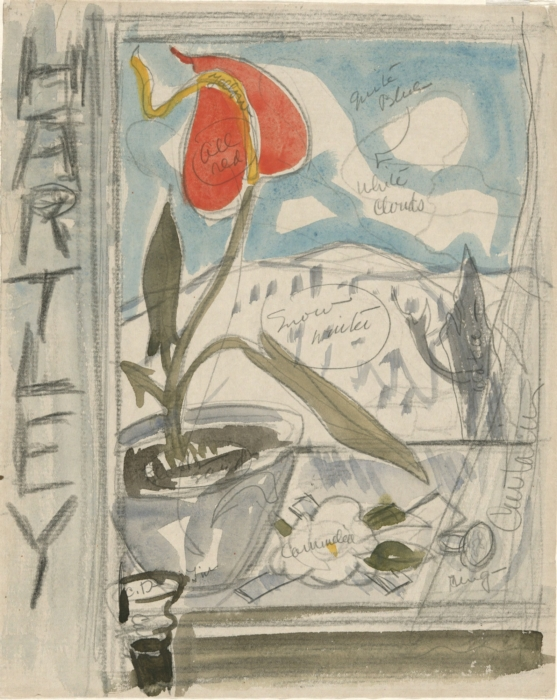
Studie für Poster-Porträt Marsden Hartley (um 1923/24)
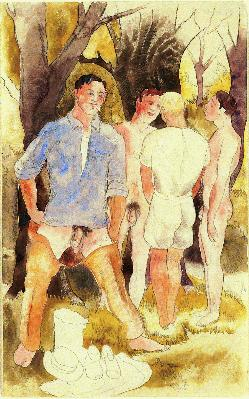
Four male figures (1930)